# Чикин, Александр Адрианович
Александр Адрианович Чикин — челябинский предприниматель, почётный блюститель Челябинской городской больницы (ныне ГКБ № 1), 1-го начального мужского и 1-го женского училищ, член попечительского совета женской гимназии, член правления и почётный член «Общества попечения о начальном образовании», входил в исполнительный комитет по заведованию детским приютом.

## Биография
Александр Адрианович Чикин родился в 1855 году. Детские годы он провёл в Москве, образование получил в частном пансионате Кудряшова. В Челябинск Чикин прибыл в качестве представителя торгового дома «Григория Стахеева сыновья». Его супруга Александра (в девичестве Стахеева) являлась членом семьи основателей торгового дома. В 1889 году предприниматель приобрёл пустующее дворовое место по Исетской улице. Впоследствии на этом месте Чикин в 1893—1895 годах построил дом, который сохранился до настоящего времени. Изначально он числился под № 4 по улице Исетской, а его сегодняшний адрес — улица Карла Маркса, 101. После революции в доме Чикина располагался красноармейский клуб, в стенах которого неоднократно выступал известный чешский писатель Ярослав Гашек, автор знакового романа «Похождения бравого солдата Швейка». Ныне по данному адресу расположен Челябинский гарнизонный военный суд.
Помимо дома на улице Исетской, Чикин владел имением Александровское вблизи Каслинского завода, в 1913 году там был запущен винокуренный завод. Ему же принадлежали имение Большой Куяш с винокуренным заводом, имение Белые Столбы при железной дороге в Подмосковье и 16 золотоносных участка в Челябинском уезде. В собственности Чикина был 51 прииск, также Александр Адрианович владел золотоносной фабрикой.
Являясь попечителем больничной комиссии, во время эпидемии тифа Чикин приложил большое количество усилий, чтобы городская дума утвердила на должность врача Александра Францевича Бейвеля, доктора из села Воскресенское. Почти сразу после приезда в Челябинск Чикин на средства торгового дома построил здание для 1-го женского начального училища на Степной улице (в настоящее время улица Коммуны). Строительство Народного дома в 1902—1903 годах состоялось во многом благодаря Александру Адриановичу, ныне это здание является одной из главных достопримечательностей столицы Южного Урала, в нём располагается Челябинский молодёжный театр.
В честь Чикина названа малая река и приток реки Миасс — Чикинка. Она полностью протекает по территории городского бора и впадает в Шершнёвское водохранилище. На ней, по преданию, стояла водяная мельница предпринимателя.
После смерти Чикина в марте 1913 года его дело продолжили его сыновья Николай и Константин и дочери Ольга и Мария под маркой фирмы «Наследники А. А. Чикина».